# Ћералије
Ћералије су насељено мјесто у саставу општине Воћин, у сјеверној Славонији, Вировитичко-подравска жупанија, Република Хрватска.

## Географија
Ћералије се налазе око 11 км источно од Воћина.

## Историја
До територијалне реорганизације у Хрватској насеље се налазило у саставу бивше општине Подравска Слатина.

## Становништво
Ћералије су према попису из 2011. године имале 623 становника.
| Национални састав према попису из 2011.‍ | Национални састав према попису из 2011.‍ | Национални састав према попису из 2011.‍ | Национални састав према попису из 2011.‍ | Национални састав према попису из 2011.‍ |
| --------------------------------------- | --------------------------------------- | --------------------------------------- | --------------------------------------- | --------------------------------------- |
|                                         |                                         |                                         |                                         |                                         |
| Хрвати                                  | Хрвати                                  |                                         | 622                                     | 99,8%                                   |
| Укупно: 623                             |                                         |                                         |                                         |                                         |

| Националност       | 1991. | 1981. | 1971. | 1961. |
| Срби               | 260   | 325   | 412   | 501   |
| Хрвати             | 14    | 8     | 18    | 24    |
| Југословени        | 5     | 41    | 17    | 2     |
| остали и непознато | 5     | 2     | 10    | 7     |
| Укупно             | 284   | 376   | 457   | 534   |

| Демографија | Демографија | Демографија |
| Година      | Становника  | Становника  |
| ----------- | ----------- | ----------- |
| 1961.       | 534         |             |
| 1971.       | 457         |             |
| 1981.       | 376         |             |
| 1991.       | 284         |             |
| 2001.       | 596         |             |
| 2011.       | 623         |             |

### Попис 1991.
На попису становништва 1991. године, насељено место Ћералије је имало 284 становника, следећег националног састава:
| Национални састав према попису из 1991.‍ | Национални састав према попису из 1991.‍ | Национални састав према попису из 1991.‍ | Национални састав према попису из 1991.‍ | Национални састав према попису из 1991.‍ |
| --------------------------------------- | --------------------------------------- | --------------------------------------- | --------------------------------------- | --------------------------------------- |
|                                         |                                         |                                         |                                         |                                         |
| Срби                                    | Срби                                    |                                         | 260                                     | 91,54%                                  |
| Хрвати                                  | Хрвати                                  |                                         | 14                                      | 4,92%                                   |
| Југословени                             | Југословени                             |                                         | 5                                       | 1,76%                                   |
| Муслимани                               | Муслимани                               |                                         | 1                                       | 0,35%                                   |
| Руси                                    | Руси                                    |                                         | 1                                       | 0,35%                                   |
| неопредељени                            | неопредељени                            |                                         | 2                                       | 0,70%                                   |
| непознато                               | непознато                               |                                         | 1                                       | 0,35%                                   |
| укупно: 284                             |                                         |                                         |                                         |                                         |

## Познате личности
- Перса Босанац, народни херој Југославије.
- Ана Глигић, српски вирусолог.